# Maison Emily-Carr
La maison Emily-Carr (anglais : Emily Carr House) est une maison située au 207, rue Government à Victoria en Colombie-Britannique. Elle est la maison natale de la peintre Emily Carr.